# HMS Plymouth (F126)
Pour les articles homonymes, voir Plymouth.
Le HMS Plymouth était une frégate de la classe Rothesay (en), composée de 21 navires de guerre. Il était nommé d'après la ville de Plymouth. Lancé le 20 juillet 1959, il est réceptionné par la Royal Navy le 11 mai 1961. Désarmé le 28 avril 1988 et transformé en navire-musée, il sera finalement démantelé en 2014.

## Histoire
Le HMS Plymouth est une frégate de la classe Rothesay, composée de 21 navires de guerre. Il est nommé d'après la ville de Plymouth. Lancé le 20 juillet 1959, il est réceptionné par la Royal Navy le 11 mai 1961. 

### Guerre Des Malouines
Lors de la Guerre des Malouines, le Plymouth fut l'un des premiers navires à arriver sur place. Lors de l’opération Paraquet, la reddition du contingent argentin de Leith Harbour en Géorgie du Sud est signée par le lieutenant de vaisseau Alfredo Astiz le 26 mai 1982 dans le carré des officiers de la frégate. Le 8 juin 1982, le HMS Plymouth est attaqué par les avions Argentins. Quatre bombes frappent le navire. Une bombe touche le poste de pilotage, une tombe dans la cheminée et deux détruisent le mortier anti-sous-marin Limbo. 
Le 11 avril 1984, il entre en collision avec le Braunschweig (de). Il prend feu en 1986.

### Désarmement

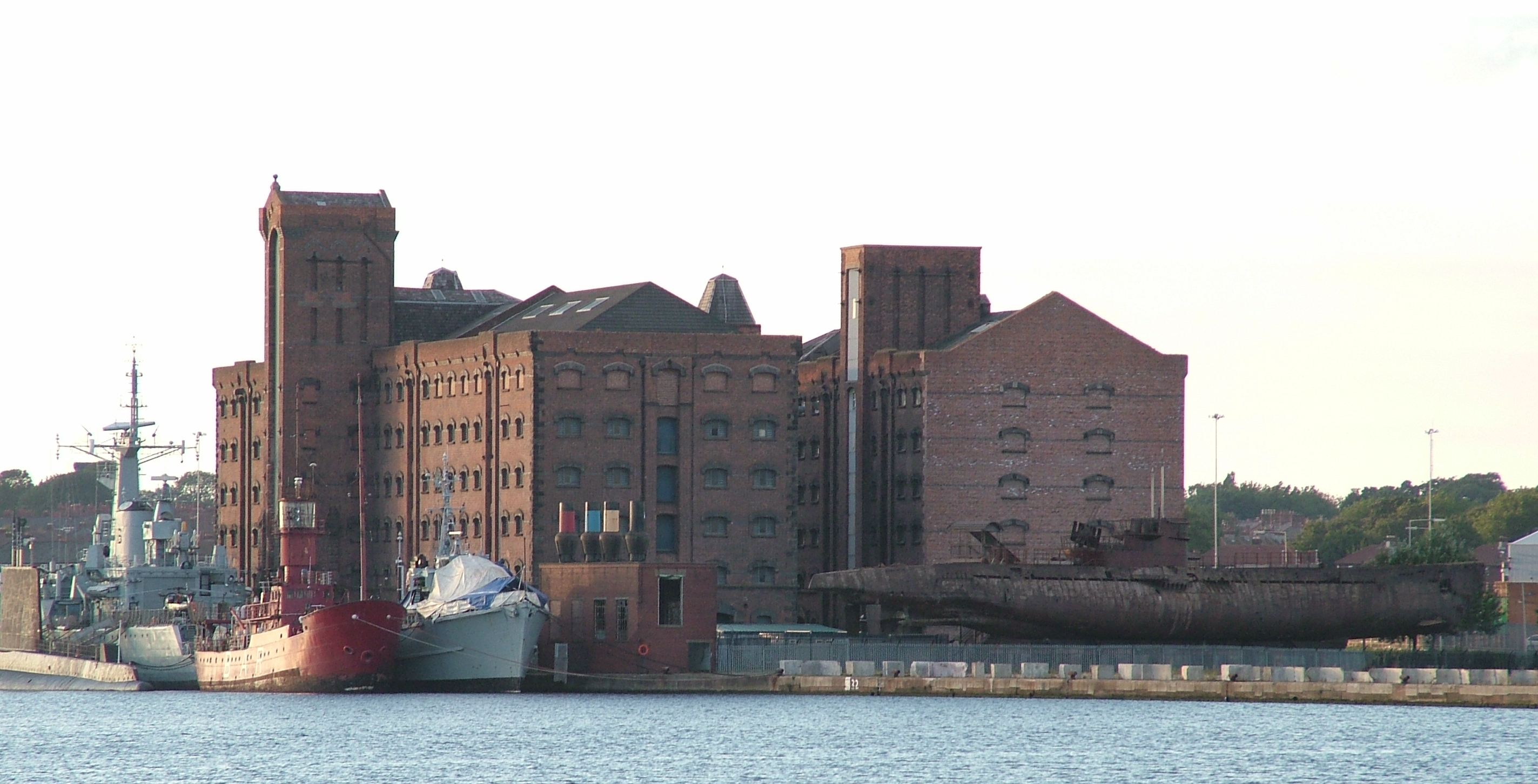
Le Plymouth (à l’extrême-gauche) désarmé à Birkenhead

Le 28 avril 1988, le HMS Plymouth est désarmé et acheté par la Warship Preservation Trust. En 1990, il est remorqué à Glasgow où il est désarmé. Un peu plus tard, il est emmené à Birkenhead. 
Le 6 février 2006, la Warship Preservation Trust est fermée pour difficultés financières et le HMS Plymouth est récupéré par Mersey Docks and Harbour Company. L'avenir du navire s'en trouve compromis. Peu de temps après, des rumeurs se répandent selon lesquelles le HMS Plymouth serait vendu à une société indépendante pour être transformé en hôtel ou en restaurant. Le conseil de la ville de Plymouth était intéressé par le navire de guerre et le HMS Plymouth Preservation Trust voulait le ramener dans sa ville natale de Devonport. 
En 2012, le HMS Plymouth est annoncé comme vendu pour la démolition en Turquie, mais il reste à quai à cause d'un problème de propriété. Il sera finalement démantelé à Aliaga en 2014.